# 樹るう
樹 るう（たつき るう、1973年12月29日 - ）は、日本の女性漫画家。茨城県出身。

## 人物
影崎由那とは旧知の間柄であり、一緒に同人誌などを作っており、デビュー後しばらくは成人向け漫画誌を中心に影崎と同じ雑誌に掲載される事が多かった。
猫が大好きで、捨て猫だった雄の牛柄猫「ムー」（愛称：ムーたん）を飼っており、彼を主役に据えたエッセイまんが『そんな! ムーたん』を執筆し、とくに2011年3月の東日本大震災の際にも動じなかったムーを描いていたが、翌々年の2013年春にムーが死亡した。報告のツイートには多数の励まし、お悔やみの声が寄せられた。その後も実家の飼い猫などを題材に、猫漫画の執筆は続けている。
2013年春、故郷の茨城県に戻り、「晴れて（チバラギ県）ちくば市民になりました」と宣言。市役所で「ちくば音頭」がかかっていてびっくりしたと言う。

## 作品リスト

### 連載中の作品
- 二つの歌 三つの物語
まんがライフセレクション、まんがライフMOMO（竹書房）

- チート転生した猫は嫁の膝で丸くなりたい
まんがライフオリジナル（まんがライフより休刊に伴い移籍）（竹書房）

### 連載が終了した作品
- 出たとこファンタジー
タツミコミックス（辰巳出版）
  1. ぷるぷる学園編　2003年7月　ISBN 4-88641-969-0
  2. ケロケロ魔法の塔編　2003年10月　ISBN 4-88641-969-0

  - 出たとこファンタジー りた～んず☆
復刻版、タツミコミックス（辰巳出版）
2008年12月　ISBN 978-4-7778-0618-8
- ポヨポヨ観察日記
まんがライフ、まんがライフMOMO、バンブーコミックス（竹書房）
  1. 2005年6月　ISBN 978-4-8124-6196-9（4-8124-6196-0）
  2. 2006年3月　ISBN 978-4-8124-6447-2（4-8124-6447-1）
  3. 2007年7月　ISBN 978-4-8124-6719-0
  4. 2008年2月　ISBN 978-4-8124-6794-7
  5. 2008年9月　ISBN 978-4-8124-6882-1
  6. 2009年2月　ISBN 978-4-8124-7046-6
  7. 2009年7月　限定特装版　ISBN 978-4-8124-6900-2、通常版　ISBN 978-4-8124-7131-9
  8. 2010年7月　初回限定特装版　ISBN 978-4-8124-7300-9、通常版　ISBN 978-4-8124-7420-4
  9. 2011年2月　マスコット付特装版　ISBN 978-4-8124-7500-3、通常版　ISBN 978-4-8124-7512-6
  10. 2012年2月　特装版　ISBN 978-4-8124-7645-1、通常版　ISBN 978-4-8124-7741-0
  11. 2012年10月　ISBN 978-4-8124-8023-6
  12. 2013年2月　特装版　ISBN 978-4-8124-8054-0、通常版　ISBN 978-4-8124-8104-2
  13. 2013年12月　特装版　ISBN 978-4-8124-8330-5、通常版　ISBN 978-4-8124-8474-6
  14. 2015年2月　ISBN 978-4-8019-5093-1

  - よりぬきポヨポヨ観察日記
バンブーコミックス（竹書房）、新書判
    1. ヒア〜ポヨが来たよ! 編 2012年1月　ISBN 978-4-8124-7730-4
    2. ヒアヒア!ポヨと暮らそう 編 2012年3月　ISBN 978-4-8124-7751-9
    3. ヒア〜?ポヨは猫だよ 編 2012年5月　ISBN 978-4-8124-7791-5
    4. ポヨと遊ぼう♪ヒア〜! 編 2012年7月　ISBN 978-4-8124-7933-9
    5. ポヨとなごもう! ヒア 編 2012年9月　ISBN 978-4-8124-7984-1
    6. ポヨはマルマル! 編 2012年11月　ISBN 978-4-8124-8036-6
- ナチュラル・ハイ
HYPER HOT MILKコミックス（コアマガジン社）
  1. 癒し系ヒーロー誕生!?の巻　2004年6月　ISBN 4-87734-725-9
  2. 虹をかけろ!幸せビームの巻　2004年7月　ISBN 4-87734-726-7
- 遁走娘絶不調!
ペンギンクラブ山賊版、タツミコミックス（辰巳出版）
遁走娘 押入れレビュー　2004年3月　ISBN 4-7778-0012-1
- 娘々TON走記
メガストアH（コアマガジン）、バンブーコミックス（竹書房）
  1. 2011年6月　ISBN 978-4-8124-7603-1
  2. 2011年7月　ISBN 978-4-8124-7632-1
  3. 2011年8月　ISBN 978-4-8124-7655-0
- わたしのお嬢様
COMIC CANDY TIME（休刊）→COMIC桃姫（休刊）→COMICペンギンセレブ（富士美出版）、タツミコミックス（辰巳出版）
  1. 株取引のお嬢様編　2006年4月　ISBN 978-4-7778-0253-1（4-7778-0253-1）
  2. 探偵ごっこのお嬢様編　2008年4月　ISBN 978-4-7778-0531-0
  3. 変装紳士とお嬢様編　2009年9月　ISBN 978-4-7778-0700-0
  4. メイド服のお嬢様編(上)　2011年12月　ISBN 978-4-7778-0990-5
  5. メイド服のお嬢様編(下)　2012年2月　ISBN 978-4-7778-0991-2　ドラマCD付
- そんな2人のMyホーム
まんがタウン、アクションコミックス（双葉社）
  1. 2007年10月　ISBN 978-4-575-94130-2
  2. 2009年3月　ISBN 978-4-575-94218-7
  3. 2009年9月　ISBN 978-4-575-94277-4
  4. 2011年9月　ISBN 978-4-575-94328-3
- 漫画描きと猫♪
ねこのあくび（休刊）→たかの宗美スペシャル（休刊）→主任がゆく!スペシャル、ぶんか社コミックス（ぶんか社）
2011年11月　ISBN 978-4-8211-7241-2
- 骨盤学園DEポン!
監修：寺門琢己、本当にあった笑える話（芳文社）、ぶんか社コミックス（ぶんか社）
骨盤先生の保健室　2012年3月　ISBN 978-4-8211-7284-9
- パンむすめ
まんがタイムスペシャル、まんがタイムコミックス（芳文社）
2011年11月　ISBN 978-4-8322-5023-9
- ニャンコロカムイ
まんがライフWIN（竹書房）
  1. 2013年7月　ISBN 978-4-8124-8332-9
  2. 2014年8月　ISBN 978-4-8124-8755-6
  3. 2016年1月　ISBN 978-4-8019-5437-3
- ぼくの奥さん
まんがタウン、アクションコミックス（双葉社）
2013年11月　ISBN 978-4-575-94396-2

### その他
- メイドインアビス（2017年）第2話のエンドカード